# Надання статусу країни-кандидата на членство в ЄС (срібна монета)
«Надання́ ста́тусу краї́ни-кандида́та на чле́нство в ЄС» — пам'ятна срібна монета номіналом 10 гривень, випущена Національним банком України, присвячена наданню Україні статусу кандидата на вступ до ЄС. Отримання такого статусу — один із важливих результатів євроінтеграційного шляху. Саміт Європейської ради, який відбувся 23 червня 2022 року, став історичним, а позитивне рішення лідерів Європейського Союзу свідчило про солідарність з Україною під час війни.
Монету введено в обіг 18 листопада 2022 року. Вона належить до серії «Інші монети».

## Опис монети та характеристики
| Номінал грн. | Метал  | Маса, г      | Діаметр, мм | Якість виготовлення | Гурт                           | Тираж, штук |
| ------------ | ------ | ------------ | ----------- | ------------------- | ------------------------------ | ----------- |
| 10           | срібло | 31,1 / 33,62 | 38,6        | пруф                | гладкий із заглибленим написом | 5 000       |

### Аверс

Європейський Союз і Україна

На аверсі монети на дзеркальному тлі розміщено: стилізоване зображення європейського континенту, ліворуч від якого декоративний елемент у вигляді мозаїчного декору, що символізує різноманіття народів, культур, свободу вибору власної долі, відсутність формальних кордонів; на європейському континенті виділено контури України, яка, ніби пазл, доповнює цілісність Європи та «повертається» додому, де завжди опосередковано була присутня, починаючи з династичних зв'язків Київської держави; праворуч: малий Державний Герб України та напис «УКРАЇНА» (півколом); номінал– «10» та графічний символ гривні; рік карбування монет — «2022» та напис — «ПОВЕРНЕННЯ ДОДОМУ» (унизу).

### Реверс
На реверсі монети на тлі стилізованих тризубів розміщено карту України, оздоблену стилізованим національним орнаментом вишивки (карта оздоблена голографічним елементом, який має кінетичний ефект: якщо змінювати кут його нахилу, спостерігається динамічна зміна зображення орнаменту, променів та адміністративної карти України), обрамлену дванадцятьма зірками, що символізують народи Європи в єдності; по колу напис: «НАДАННЯ СТАТУСУ КРАЇНИ-КАНДИДАТА НА ЧЛЕНСТВО В ЄС».

## Автори

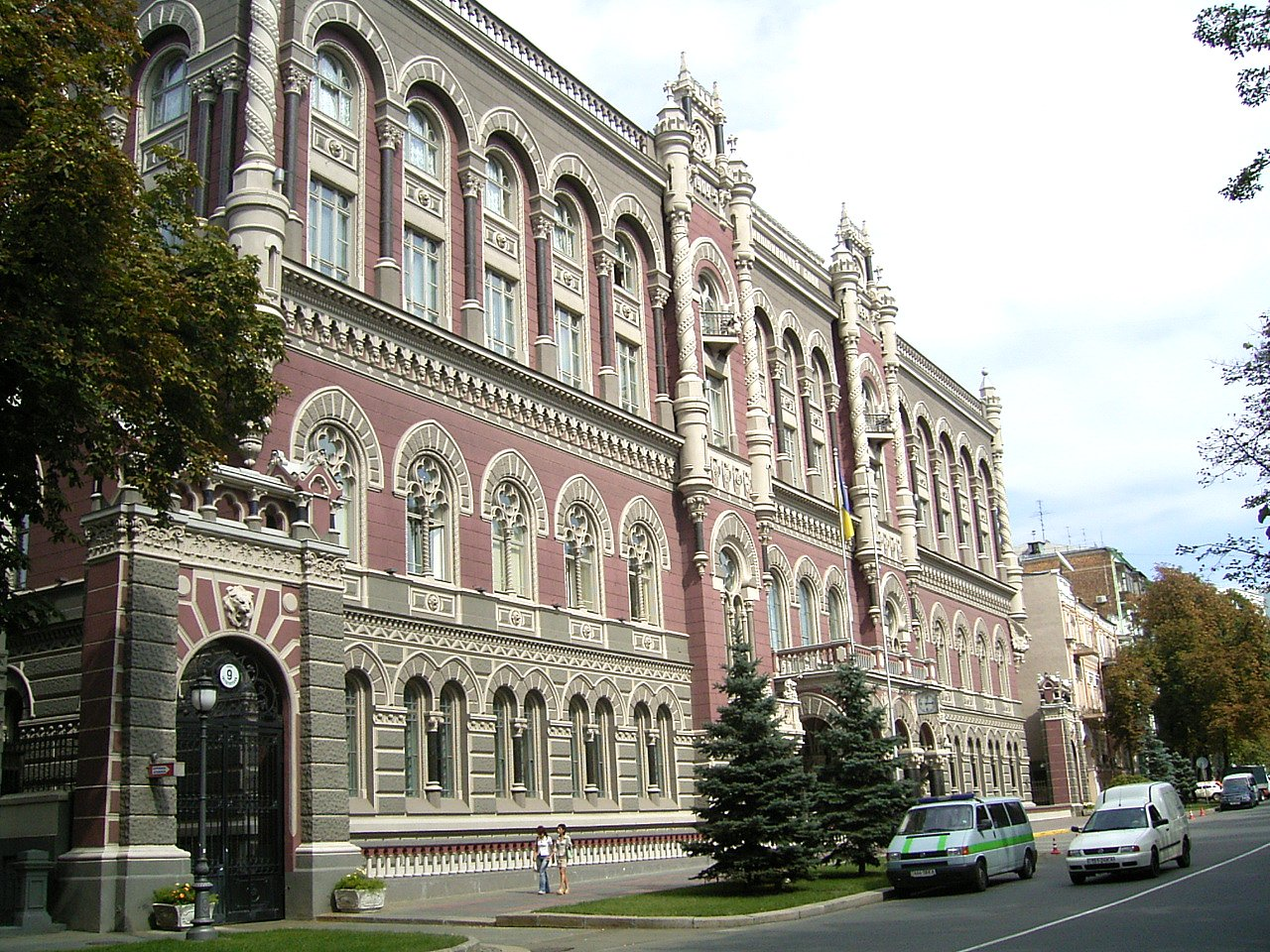
Будівля Національного банку України

- Художники: Таран Володимир, Харук Олександр, Харук Сергій.
- Скульптори: Дем'яненко Володимир, Лук'янов Юрій.

## Вартість монети
Під час введення монети в обіг 2022 року, Національний банк України реалізовував монету за ціною 2095 гривень.
Фактична приблизна вартість монети з роками змінювалася так:
| Рік        | 2023  | 2024  | 2025  |
| ---------- | ----- | ----- | ----- |
| Ціна, грн. | 3 400 | 3 600 | 3 700 |